# Claudio de La Colombière
Claude de la Colombière (Saint-Symphorien-d'Ozon, 2 febbraio 1641 – Paray-le-Monial, 15 febbraio 1682) è stato un gesuita e scrittore francese.
Superiore della casa di Paray-le-Monial, fu direttore spirituale di Margherita Maria Alacoque e si fece propagatore della devozione al Sacro Cuore di Gesù. Papa Giovanni Paolo II lo ha proclamato santo nel 1992.

## Biografia
Nato da famiglia nobile ed educato all'università dei gesuiti a Lione, venne ordinato sacerdote in giovane età. Seguirono gli studi umanistici prima ad Avignone, poi a Parigi.
Dapprima svolse il ruolo di insegnante privato, poi quello di predicatore contro il giansenismo, entrando tra i gesuiti nel 1659.
Nel 1666 è a Parigi, precettore dei figli di Colbert, ministro delle Finanze dell'allora re di Francia Luigi XIV.
Nel 1675 viene nominato Rettore del Collegio di Paray-le-Monial divenendo così anche il nuovo padre spirituale di Santa Margherita Maria Alacoque, visitandina propagatrice del culto al Sacro Cuore di Gesù.

## Culto
È stato proclamato beato il 16 giugno 1929 da Papa Pio XI e canonizzato il 31 maggio 1992 da papa Giovanni Paolo II.
 Viene commemorato il 15 febbraio.

## Opere
- Sermons (3 vol.), Lyon, 1684.
- Réflexions chrétiennes, Lyon, 1684.
- Retraite spirituelle, Lyon, 1684.
- Lettres spirituelles, Lyon, 1715.